# Dorados
Die Dorados waren eine schweizerische Schlager-, Beat- und Showband, die von 1961 bis 1985 existierte.

## Geschichte
Sie wurden als "El Dorado" 1961 in Luzern gegründet. Walter Grüter (Sologitarre, Bass, Gesang) war Initiant zur Formation der Gruppe. Zu den Gründungsmitgliedern gehörten Fredy Enz (Bandleader, Piano, Orgel, Bass, Gesang), Ruedi Loeliger und Franz Bühler. Später dazu kamen Peter Baumgartner (Schlagzeug, Gesang), Franz "Franco" Bussmann (Bass, Gitarre, Piano, Stimme), Luc Modolo (Tenorsaxophon, Flöte, Gesang).
Von 1964 bis 1965 standen sie als "The 5 Dorados" bei Layola Records unter Vertrag und nahmen viele englischsprachige Titel auf.
Von 1965 bis 1967 standen die "Dorados" bei Polydor unter Vertrag. Gespielt wurden neben vielen deutschsprachigen eigenen Titeln auch Coverversionen bekannter Hits, z. B. "(I Can’t Get No) Satisfaction". Dieser wurde unter dem deutschen Titel "Keine Klasse" aufgenommen. Texter und Produzent Kurt Feltz holte die Dorados im Sommer 1965 nach Köln und schrieb für sie den Schlager "Der Tiger", der im darauf folgenden Jahr ihr erster großer Erfolg werden sollte und vor allem bei Radio Luxemburg gesendet wurde. Die Melodie stammt vom belgischen Komponisten und Klarinettisten Marcel Peeters.
Ende der 60er Jahre spielten sie als Begleitband für den italienischen Sänger und Produzenten Giorgio Moroder.
Er war Produzent der LP "The Best Of The 5 Dorados", die im Jahre 1966 erschien. 1973 wurde die Single "Komm mit mir zum Strand" (Vamos a la playa) beim Label Mabel veröffentlicht. Im deutschen Fernsehen traten sie auf bei Chris Howland in  Musik aus Studio B am 13. Juni 1966, am 7. September 1974 in der Show "Am laufenden Band" und am 27. September 1975 im ZDF Show-Cocktail: Spaß und Musik – bunt gemixt.
1977 wollte das Sextett den spanischen Titel "Vera Cruz" als Single aufnehmen. Keines der Bandmitglieder hatte die passend hohe Stimme für das Lied. Man fand sie schließlich bei Andy Lütolf, der als Roadie (Beleuchter) bei den Dorados angestellt war. Die Single "Mary ven con migo" erreichte Platz 5 der Schweizer Hitparade und konnte sich 15 Wochen in den Top Ten halten.
Im Januar 1985 löste sich die Band auf.

## Diskografie

### LPs (Layola)
- (The First Album Of) The 5 Dorados (1964)
- Live at the Mascotte (1965)
- The Best Of The 5 Dorados (1966)

### LPs (Polydor)
- So ist uns’re Welt (1966)
- Hits – Ihre grossen Erfolge und Party-Hits (1976)

### LPs (Heco, EMI Electrola, Gold Records)
- The Big Team (H 1967)
- Dorados (E 1979)
- Si Si (E 1981)
- Collection (E 1981)
- Best Of Dorados 1964-1984 – Die großen Erfolge (G 1984)

### CD (EMI Electrola)
- Collection (1981)

### EP (Gala International)
- Night Club (1967/8)

### Singles (Layola)
- Tilt! / Wake up (1964)
- Blue beat Time / Please, come back (1964)
- Memphis Tennessee / Last Night (1964)
- Shakin’ All Over / Giddy Up Twist (1964)
- Empty Chair / But Most Of All (1966)
- Wallflower / Tomorrow (1966)

### Singles (Polydor)
- Uns’re kleine feine Familie / Oh, oh, oh Honey (1965)
- Keine Klasse (I can’t get no satisfaction) / Illusionen (1965)
- Der Tiger / So wird’s immer geh’n (1965/66)
- Roll ’em Over (Er trifft immer genau) / Cowboy Lady (1966 – Begleitband von Martin Lauer)
- Du gehörst dem anderen / Da geh’ ich lieber vorüber (1966 – Begleitband von Jerry Toger)
- Wir wollen nach Haus’ (Sloop John B.) / Ich möchte immer wieder in deine schönen Augen seh’n (1966 – Begleitband von Peter und Alex)
- Super / Drumboy (1966)
- Fremd in der Stadt / Das Mädchen hat sich verlaufen (1966 – Begleitband von Peter und Alex)
- Über den hohen Häusern der Stadt / Zwei Gitarren mit gleicher Stimmung (1967)
- Guten Morgen Susann / Corina (1975)
- Die Schweiz ist geschlossen / Hallo Schwager (1976)

### Singles (United Artists, Global, Intercord, Mabel)
- Einsam / Baby-lady (U 1970)
- Wer Dich Liebt / Warte (U 1971)
- Miriam[7]/ Schau doch nur in meine Augen (G 1971)
- Miriam / Don’t Feel Bad (G 1971) und (I 1972)
- Komm mit mir zum Strand (Vamos a la playa) / Wo (M 1973)
- FC Zürich-Song / Snuffy (M 1973)

### Singles (EMI Electrola)
- Mary ven con migo / Vera Cruz (1977)
- Lady Blue / Eine Minute zu spät (1978)
- Pourquoi / Voyage d’amour (1978)
- Judy / Quedate a qui (1978)
- You My Friend / I Don’t Stop Tonight (1979)
- Tu mi hai lasciato / Sta’ mattina (1979)
- Oh mamma mia! / Chiudi la valigia (1980)
- Oh mamma mia! [Italienische Version] / Oh mamma mia! [Deutsche Version] (1981)
- Solo la musica / Te ne vai (1981)
- Si Si / L’altalena (1981)
- Perdoname / Sunset Romance (1982)

### Singles (Gold Records)
- Aerobic-Song / Aerobic-Dance (1983)
- Amore mio sei sempre tu / Amore mio sei sempre tu [Instrumental Version] (1983)
- See You Tomorrow / History (1984)